# Antwerpen-Luchtbal
Antwerpen-Luchtbal (ned: Station Antwerpen-Luchtbal) – przystanek kolejowy w Antwerpii w dzielnicy Luchtbal, w prowincji Antwerpia, w Belgii. Znajduje się na linii Antwerpia - Rotterdam. 

## Linie kolejowe
- Linia 4 Schiphol – Antwerpia
- Linia 12 Antwerpia – Lage Zwaluwe
- Linia 27A Liersesteenweg - Bundel Rhodesië

## Połączenia
Codzienne
| Typ pociągu | Trasa                               | Tor   |
| ----------- | ----------------------------------- | ----- |
| IC 15       | Antwerpia-Centralna - Noorderkempen | 1 & 2 |

W tygodniu
| Typ pociągu | Trasa                          | Harmonogram         | Tor   |  |
| P           | różne kierunki                 | W godzinach szczytu |       |  |
| L           | Puurs - Antwerpia - Roosendaal | 1x h                | 1 & 2 |  |

Weekendowe
| Typ pociągu | Trasa                            | Harmonogram | Tor   |
| ----------- | -------------------------------- | ----------- | ----- |
| L           | Lokeren - Antwerpia - Roosendaal | 1x per uur  | 1 & 2 |